# Катастрофа Як-40 под Батуми
Катастрофа Як-40 под Батуми — авиационная катастрофа, произошедшая 15 июля 1975 года в горах близ Батуми. Авиалайнер Як-40 1-го Ереванского ОАО предприятия «Аэрофлот» завершал регулярный пассажирский рейс Е-15 по маршруту Ереван — Батуми, но при заходе на посадку в аэропорту Батуми лайнер прервал заход на посадку и ушёл на второй круг. Однако, находясь в зоне ожидания, лайнер врезался в гору в 15 км от аэропорта. Погибли все 40 человек на борту — 35 пассажиров и 5 членов экипажа.

## Самолёт
Як-40 с бортовым номером 87475 (заводской — 9442037, серийный — 37-20) был выпущен Саратовским авиационным заводом 10 декабря 1974 года и передан МГА СССР, которое направило его в 1-й Ереванский авиаотряд Армянского управления гражданской авиации. На момент катастрофы авиалайнер имел 1244 часа налёта и 1151 посадку.

## Экипаж
Як-40 пилотировал экипаж из 113-го лётного отряда, в состав которого входил:
Командир воздушного судна (КВС) —  Сурен Аветисович Нерсесян
Второй пилот —  Эдуард Арташесович Овсепян
Бортмеханик — Геннадий Владимирович Азизян
Проверяющий — старший пилот-инструктор Николай Александрович Логинов
В салоне авиалайнера работала стюардесса Римма Мисаковна Микаэлян

## Катастрофа
15 июля 1975 года Як-40 борт СССР-87475 выполнял рейс Е-15 из Еревана в Батуми. Всего на борту находились 40 человек: 35 пассажиров (23 взрослых и 12 детей) и 5 членов экипажа.
В 13:18 местного времени рейс Е-15 вошёл в воздушную зону аэропорта Батуми и экипаж вышел на связь с диспетчером. Диспетчер дал разрешение снижаться до высоты 300 метров к четвёртому развороту и передал условия посадки по магнитному курсу 127°. В 12:25 он передал сведения о погоде — сплошная облачность с нижней границей 420 метров, от высоты 300 метров облачность рассеянная, видимость 5 километров, ветер восточный (195°) 5—8 м/с. Такая погода была выше минимума, однако на самом деле к тому времени погодные условия значительно ухудшились и фактическая видимость была 3 километра, а нижняя граница рассеянной облачности составляла 200 метров.
Когда самолёт был в 11 километрах от аэропорта, диспетчер разрешил выполнять четвёртый разворот и сообщил обратный курс 139°, так как авиалайнер был левее посадочного курса на 2 километра. В 13:29:35 диспетчер передал экипажу, что удаление от аэропорта составляет 5 километров. Як-40 был между береговой линией и торцом ВПП, в 1300 метрах от торца ВПП, когда находящийся на борту проверяющий сообщил диспетчеру об уходе на второй круг. По показаниям очевидцев, самолёт пролетел над точкой в 2700 метрах северо-западнее (азимут 307°) торца ВПП практически на посадочном курсе с левым разворотом. В этот момент состоялась последняя связь диспетчера с экипажем: «Вы можете визуально зайти?». «Да, визуальный заход». После этого находящийся в облаках авиалайнер пролетел по магнитному курсу 30 °над горой Анария. Когда спустя 170 секунд диспетчер попытался вызвать эипаж, тот уже не ответил.
Согласно показаниям очевидцев, Як-40 совершил правый разворот над чайной фабрикой (9 километров от КТА) по долине реки Королисцкали, а через 1,5 километра развернулся влево на магнитный курс 60°, после чего продолжил полёт в данном направлении. Примерно через 1000—1500 метров Як-40 начал выполнять правый разворот с набором высоты. 
В 13:34 местного времени (12:34 МСК) на высоте 550 метров над уровнем моря по курсу 84° с правым креном 20° и под углом к горизонту 14° на ориентировочной скорости около 350 км/ч врезался в гору высотой 594,6 метра в 15 километрах от аэропорта. При ударе самолёт взорвался и сгорел, а все 40 человек на его борту погибли.

## Причины
Согласно результатам расследования, погода, которую диспетчер передал экипажу, не соответствовала фактической. Руководитель полётов знал, что переданная АМСГ в 12:15 погода ниже минимума, однако не принял мер по направлению самолёта на запасный аэродром. Экипаж в свою очередь ушёл на второй круг с высоты 150 метров и в 1300 метров от торца ВПП, так как, вероятно, ухудшилась видимость на предпосадочной прямой. Далее экипаж влетел в облачность в гористой местности, после чего принял решение выполнять повторный заход на посадку, хотя не имел условий для выполнения визуального полёта. Решение начать набор высоты и переходить к полёту по приборам было запоздалым, что и привело к столкновению с горой. Сам самолёт до столкновения был полностью исправен и отказов на нём не было.

Основной причиной катастрофы является значительное уклонение траектории полёта самолёта от установленной схемы при уходе на второй круг.
Сопутствующие причины:
1. неправильная информация о видимости, переданная экипажу (5 километров вместо 3 километров), при установленном минимуме аэропорта по видимости 5 километров и отсутствие возможности непрерывного радиолокационного контроля за полётом при уходе на второй круг.
2. недостаточное метеообеспечение данного полёта на аэродроме в части учащенных 15-ти минутных наблюдений за погодой.
3. отсутствие на схеме в сборнике и в инструкции по производству полётов на аэродроме на удалении 5 километров от схемы возвышенностей выше 200 метров, расположенных ближе к схеме ухода на второй круг, чем указанная высота 410 метров.

— 